# New Japan Cup
New Japan Cup (в переводе с англ. — «Кубок New Japan», NJC) — ежегодный турнир по рестлингу, проводимый компанией New Japan Pro-Wrestling (NJPW) с 2005 года. Он считается вторым по значимости турниром в тяжелом весе в NJPW после G1 Climax, который проводится по круговой системе.
Начиная с 2006 года, победитель турнира, как и в случае с G1 Climax, получал чемпионский матч, первоначально за титул чемпиона IWGP в тяжелом весе. Однако, в отличие от G1 Climax, действующий чемпион IWGP в тяжелом весе не мог участвовать в турнире (в случае победы чемпиона в G1 Climax, он получал право выбрать следующего претендента на свой титул). В 2014—2018 годах победитель мог выбрать себе в соперники интерконтинентального чемпиона IWGP, а в 2015—2018 годах опцией был также титул чемпиона NEVER в открытом весе; только победитель 2014 года Синсукэ Накамура решил не бороться за титул чемпиона в тяжелом весе, выбрав вместо него интерконтинентальное чемпионство. В 2020 году, поскольку Тэцуя Наито был одновременно чемпионом в тяжелом весе и интерконтинентальным чемпионом, победитель получил матч за оба титула, а в 2021 году, после того как титул чемпиона в тяжелом весе и интерконтинентальное чемпионство были объединены в новый титул, титул чемпиона мира IWGP в тяжелом весе, последний стал титулом, на который автоматически претендовал победитель NJC; как и в случае с титулом в тяжелом весе, чемпион мира в тяжелом весе не мог участвовать в соревновании. Однако в 2022 году турнир снова стал открытым и в нем участвовали все чемпионы из тяжелого и полутяжелого весовых дивизионов, включая чемпиона мира IWGP в тяжелом весе. В первый день турнира 2022 года чемпион мира IWGP в тяжелом весе в первом раунде встретился с чемпионом IWGP в полутяжелом весе — матч, который обычно проводится на юбилейных шоу NJPW.
Число участников New Japan Cup менялось на протяжении многих лет: от минимального — 12 человек в 2007 году до максимального — 48 человек в 2022 году. Турнир считается турниром тяжеловесов, хотя в 2005, 2008-09, 2020 и 2022 годах вместо него проводились турниры в открытом весе, в которых также участвовали полутяжеловесы. В 2020 году NJPW презентовала New Japan Cup USA, версию турнира, проводимого в США, чтобы определить претендента на титул чемпиона Соединённых Штатов IWGP в тяжёлом весе.
Хироси Танахаси стал первым победителем New Japan Cup и первым рестлером, который выиграл его дважды; Хируки Гото, Юдзи Нагата, Кадзутика Окада и Зак Сейбр-младший также стали двукратными победителями. Гото — единственный трехкратный победитель и единственный человек, выигравший турнир два года подряд.

## Турниры
| Год  | Турнир            | Турнир | Турнир     | Последствия                                                         | Последствия                                                                   | Последствия |
| Год  | Победитель        | Победа | Участников | Претендовал на:                                                     | Матч                                                                          | Результат   |
| ---- | ----------------- | ------ | ---------- | ------------------------------------------------------------------- | ----------------------------------------------------------------------------- | ----------- |
| 2005 | Хироси Танахаси   | 1      | 16         | н/д                                                                 | н/д                                                                           | н/д         |
| 2006 | Гигант Бернард    | 1      | 16         | Чемпионат IWGP в тяжёлом весе                                       | против Брока Леснара на New Japan Cup 2006 Special                            | Поражение   |
| 2007 | Юдзи Нагата       | 1      | 12         | Чемпионат IWGP в тяжёлом весе                                       | против Хироси Танахаси на 35th Anniversary Tour~ Circuit 2007 New Japan Brave | Победа      |
| 2008 | Хироси Танахаси   | 2      | 16         | Чемпионат IWGP в тяжёлом весе                                       | против Синсукэ Накамуры на New Dimension                                      | Поражение   |
| 2009 | Хирооки Гото      | 1      | 14         | Чемпионат IWGP в тяжёлом весе                                       | против Хироси Танахаси на Wrestling Dontaku                                   | Поражение   |
| 2010 | Хирооки Гото      | 2      | 15         | Чемпионат IWGP в тяжёлом весе                                       | против Синсукэ Накамуры на New Dimension                                      | Поражение   |
| 2011 | Юдзи Нагата       | 2      | 16         | Чемпионат IWGP в тяжёлом весе                                       | против Хироси Танахаси на New Dimension                                       | Поражение   |
| 2012 | Хирооки Гото      | 3      | 16         | Чемпионат IWGP в тяжёлом весе                                       | против Казутики Окады на Wrestling Dontaku                                    | Поражение   |
| 2013 | Кадзутика Окада   | 1      | 16         | Чемпионат IWGP в тяжёлом весе                                       | против Хироси Танахаси на Invasion Attack                                     | Победа      |
| 2014 | Синсукэ Накамура  | 1      | 16         | Интерконтинентальный чемпионат IWGP                                 | против Хироси Танахаси на Invasion Attack                                     | Победа      |
| 2015 | Кота Ибуси        | 1      | 16         | Чемпионат IWGP в тяжёлом весе                                       | против Эй Джей Стайлза на Invasion Attack                                     | Поражение   |
| 2016 | Тэцуя Найто       | 1      | 16         | Чемпионат IWGP в тяжёлом весе                                       | против Казутики Окады на Invasion Attack                                      | Победа      |
| 2017 | Кацуёри Сибата    | 1      | 16         | Чемпионат IWGP в тяжёлом весе                                       | против Казутики Окады на Sakura Genesis                                       | Поражение   |
| 2018 | Зак Сейбр-младший | 1      | 16         | Чемпионат IWGP в тяжёлом весе                                       | против Казутики Окады на Sakura Genesis                                       | Поражение   |
| 2019 | Кадзутика Окада   | 2      | 32         | Чемпионат IWGP в тяжёлом весе                                       | против Джея Уайта на G1 Supercard                                             | Победа      |
| 2020 | Ивил              | 1      | 32         | Чемпионат IWGP в тяжёлом весе и интерконтинентальный чемпионат IWGP | против Тэцуя Наито на Dominion in Osaka-jo Hall                               | Победа      |
| 2021 | Уилл Оспрей       | 1      | 30         | Чемпионат мира IWGP в тяжёлом весе                                  | против Коты Ибуси на Sakura Genesis                                           | Победа      |
| 2022 | Зак Сейбр-младший | 2      | 46         | Чемпионат мира IWGP в тяжёлом весе                                  | против Казутики Окады на Hyper Battle '22                                     | Поражение   |
| 2023 | Санада            | 1      | 24         | Чемпионат мира IWGP в тяжёлом весе                                  | против Казутики Окады на Sakura Genesis                                       | Победа      |